# Brouwerij Crombé

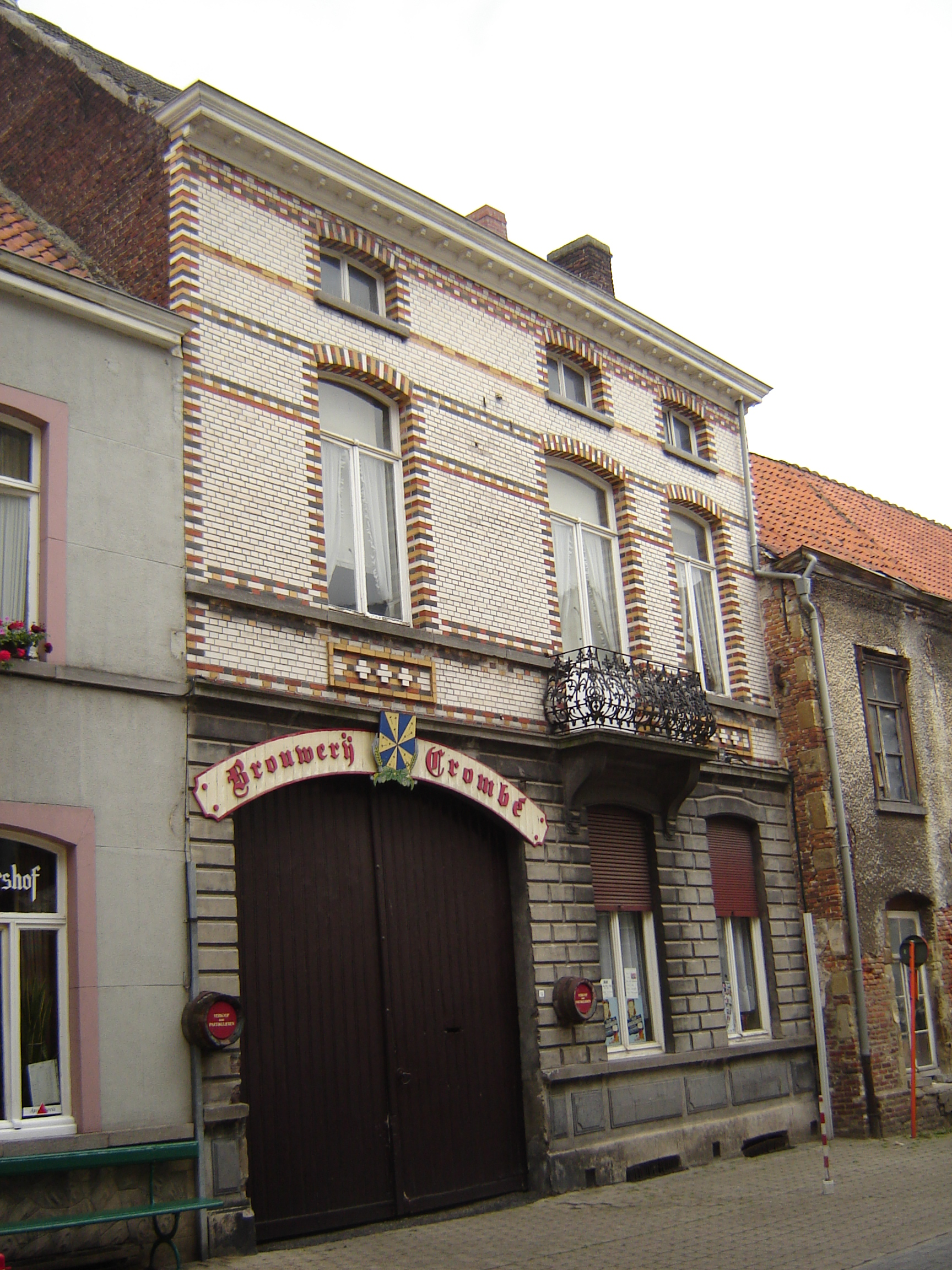
Brouwerij Crombé

Brouwerij Crombé is een Belgische bierfirma en voormalige brouwerij. Crombé ontstond omstreeks 1800 als een familiale brouwerij naast het oude hospitaal in Zottegem. 

## Geschiedenis
In 1797 kocht Louis-Clément Droesbeque een pand in de Hospitaalstraat. Vanaf 1806 was zijn zoon Louis-Jean Droesbeque er brouwer. Zijn zoon Prosper-Louis Droesbeque nam in 1843 de brouwerij over. Nicht Virginie Droesbeque (dochter van de Velzeekse brouwer Louis-Henri Droesbeque), getrouwd met Joseph-Louis Crombé, kwam in 1899 in het bezit van de brouwerij (na de dood van Prosper-Louis en zijn ongetrouwde zussen Constance en Marie). Na de dood van Joseph-Louis namen zonen Edgard Crombé en Georges Crombé de zaak over. Vanaf 1929 nam Georges Crombé het roer volledig over, vanaf 1939 diens zoon Marcel Crombé en later diens zoon Jo Crombé. De oude brouwinstallaties van Crombé kampten met hoge kosten en worden niet meer gebruikt. De Crombé-bieren dreigden te verdwijnen. De bevriende brouwerij Strubbe te Ichtegem was bereid om de typerende bieren, waaronder het bekende Oud Zottegems Bier, te brouwen in haar installaties. Daarbij volgt de brouwerij de recepturen en tradities van de brouwersfamilie Crombé. De brouwerij Crombé werd ontmanteld in 2011.

## Erfgoed
Het gebouw van de voormalige brouwerij is opgenomen op de Inventaris van het Bouwkundig Erfgoed en maakt sinds 1981 deel uit van het beschermd stadsgezicht van de stadskern van Zottegem. Naast de brouwerij ligt het historische café 't Brouwershof (bij Klosse), dat in 2022 uitbrandde. Vanaf 2024 worden de gebouwen omgebouwd tot appartementencomplex Residentie Brouwerij Crombé.

## Bieren
Onderstaande bieren worden gebrouwen in opdracht van deze brouwerij:
- Oud Zottegems Bier - 6,5%
- Oud Zottegems Bier - hergist - 6,8%
- Zottegemse Grand Cru - 8,4%
- Oud Kriekenbier - 6,5%
- Egmont - 7%

## Afbeeldingen

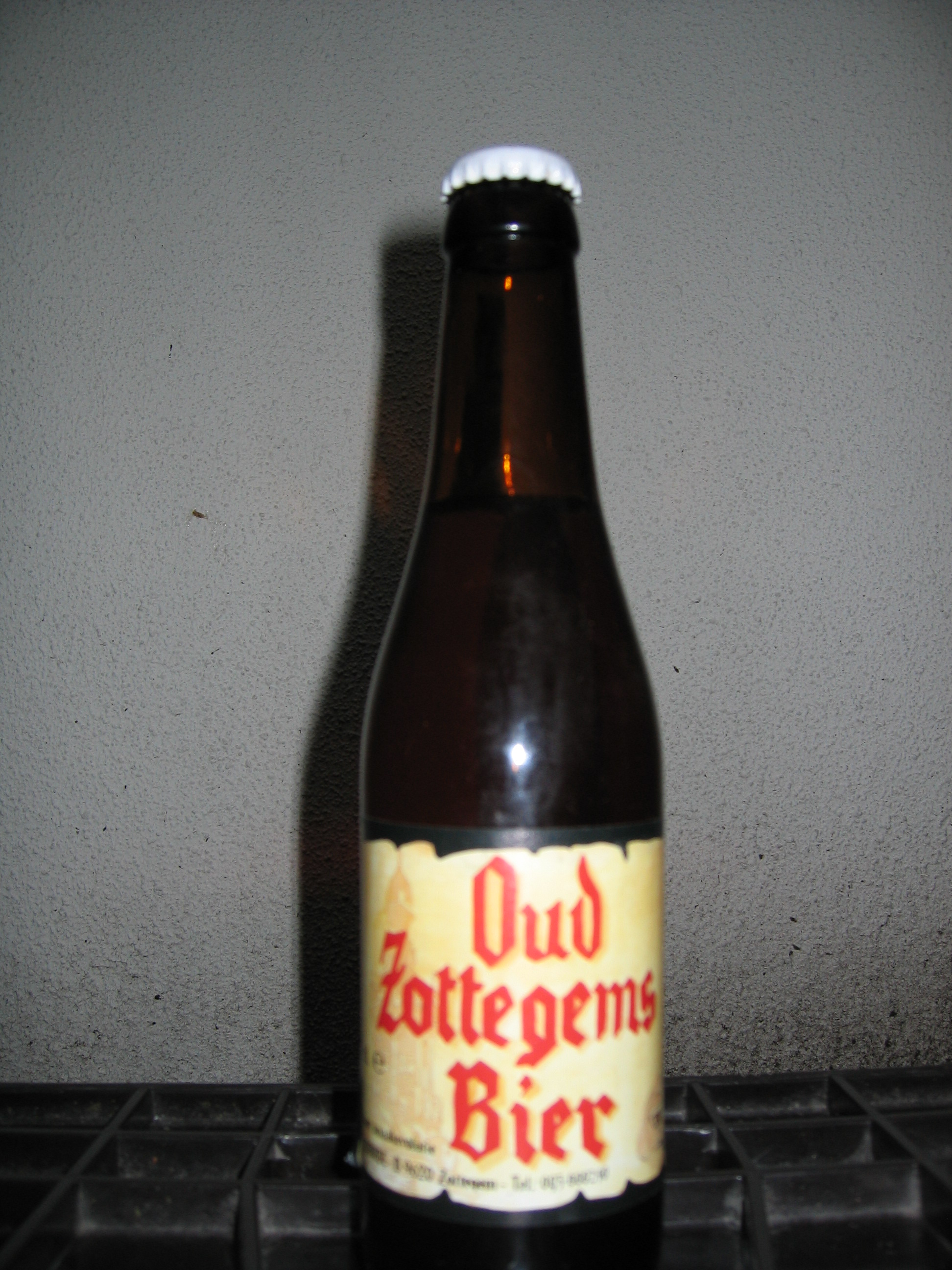
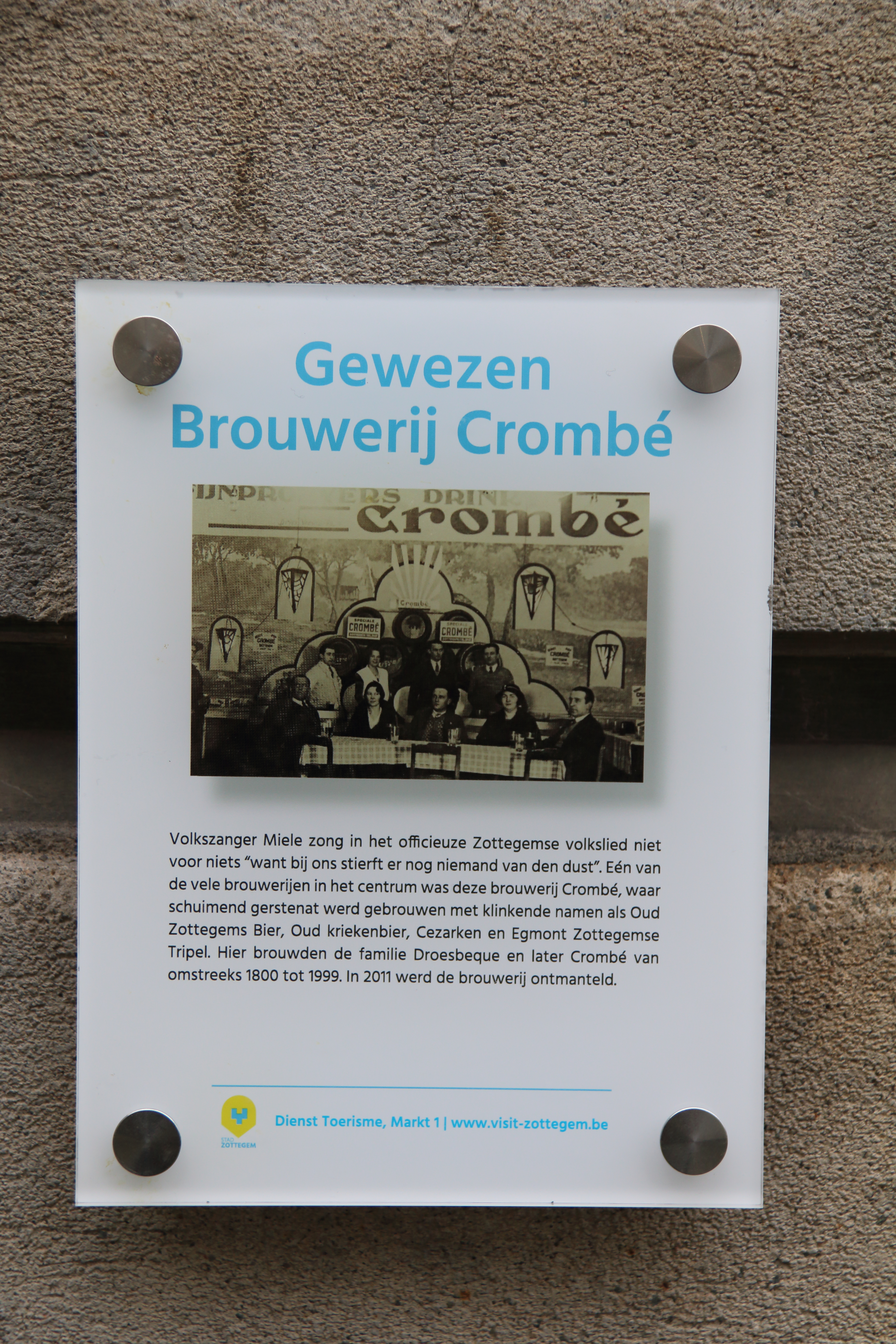
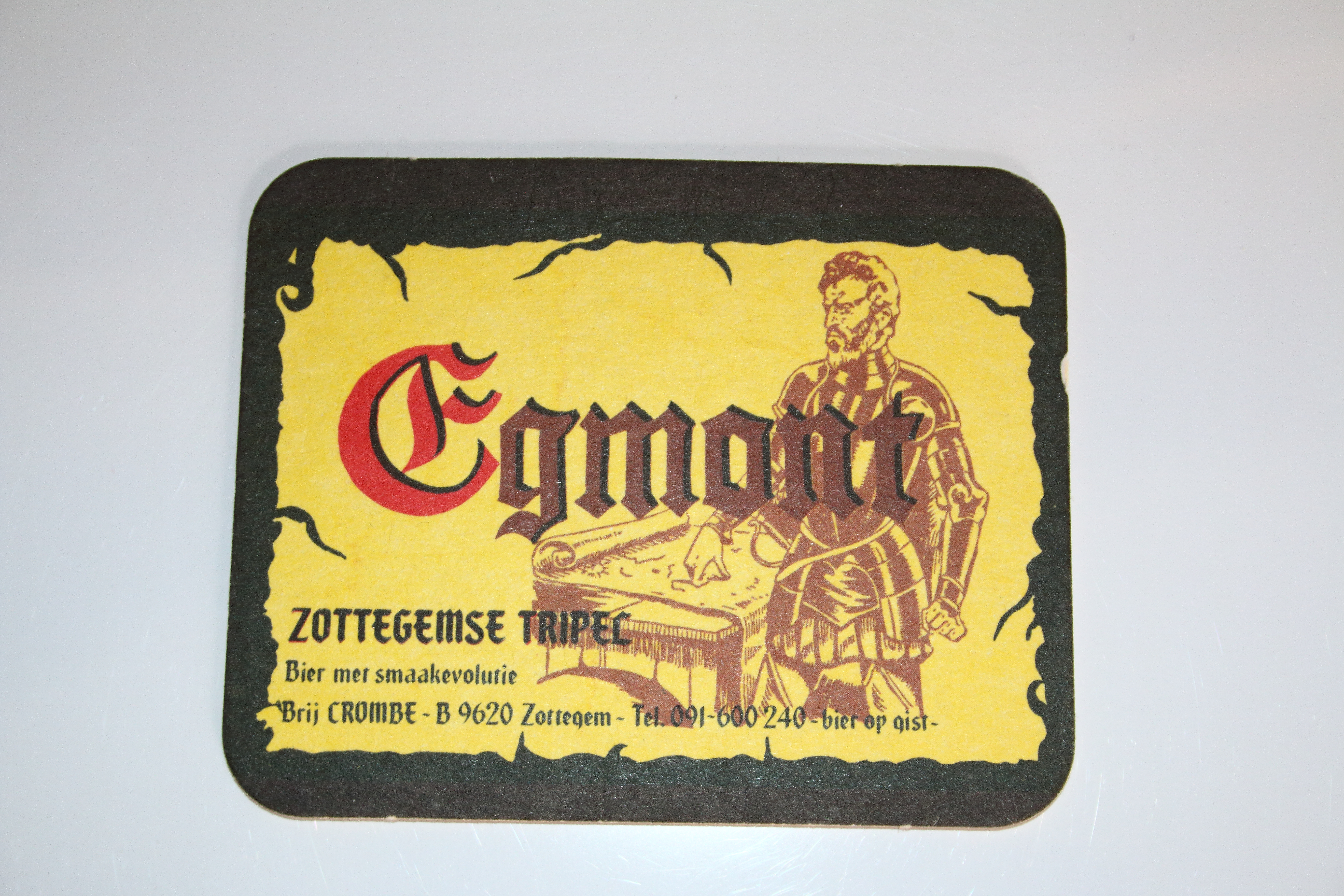
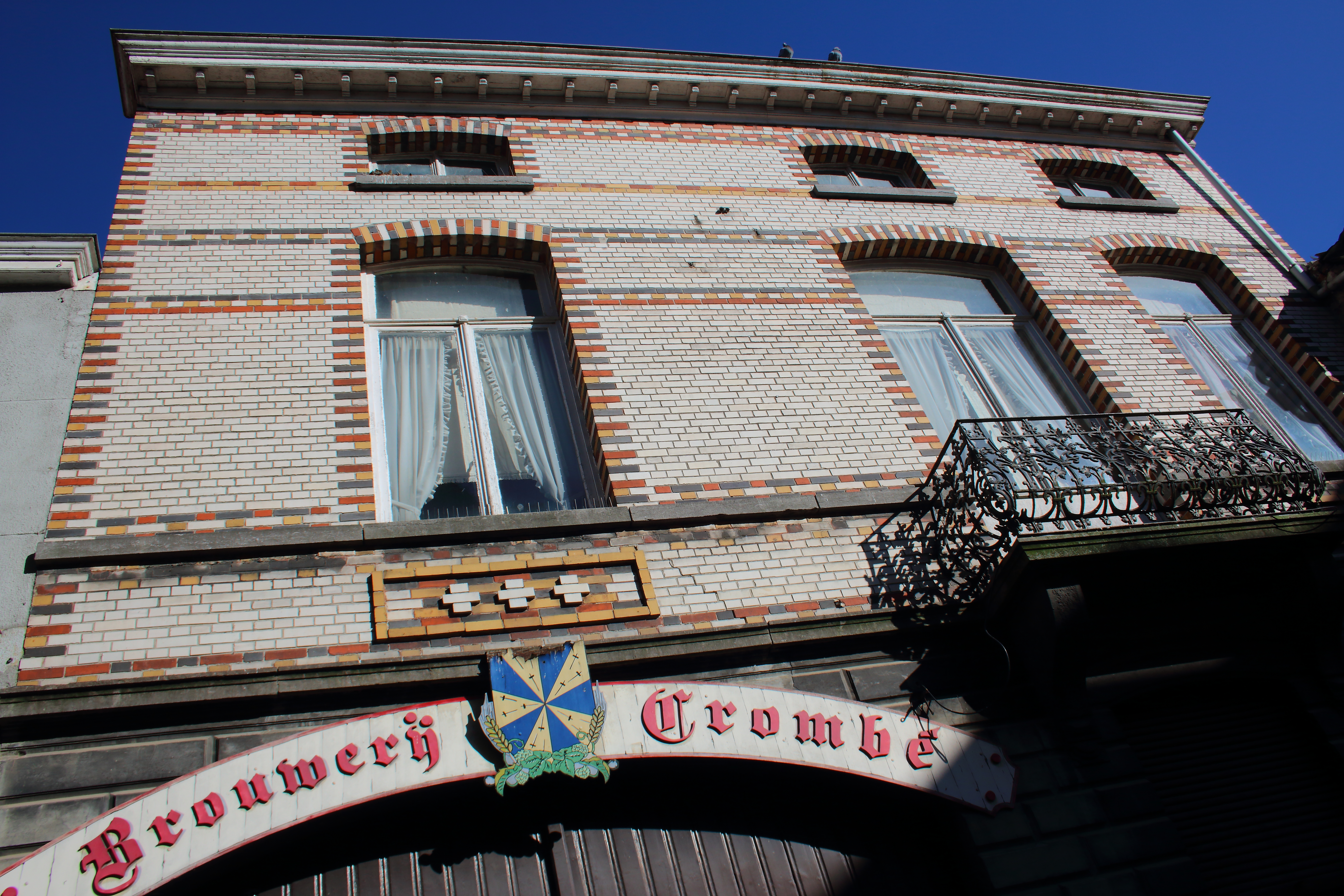
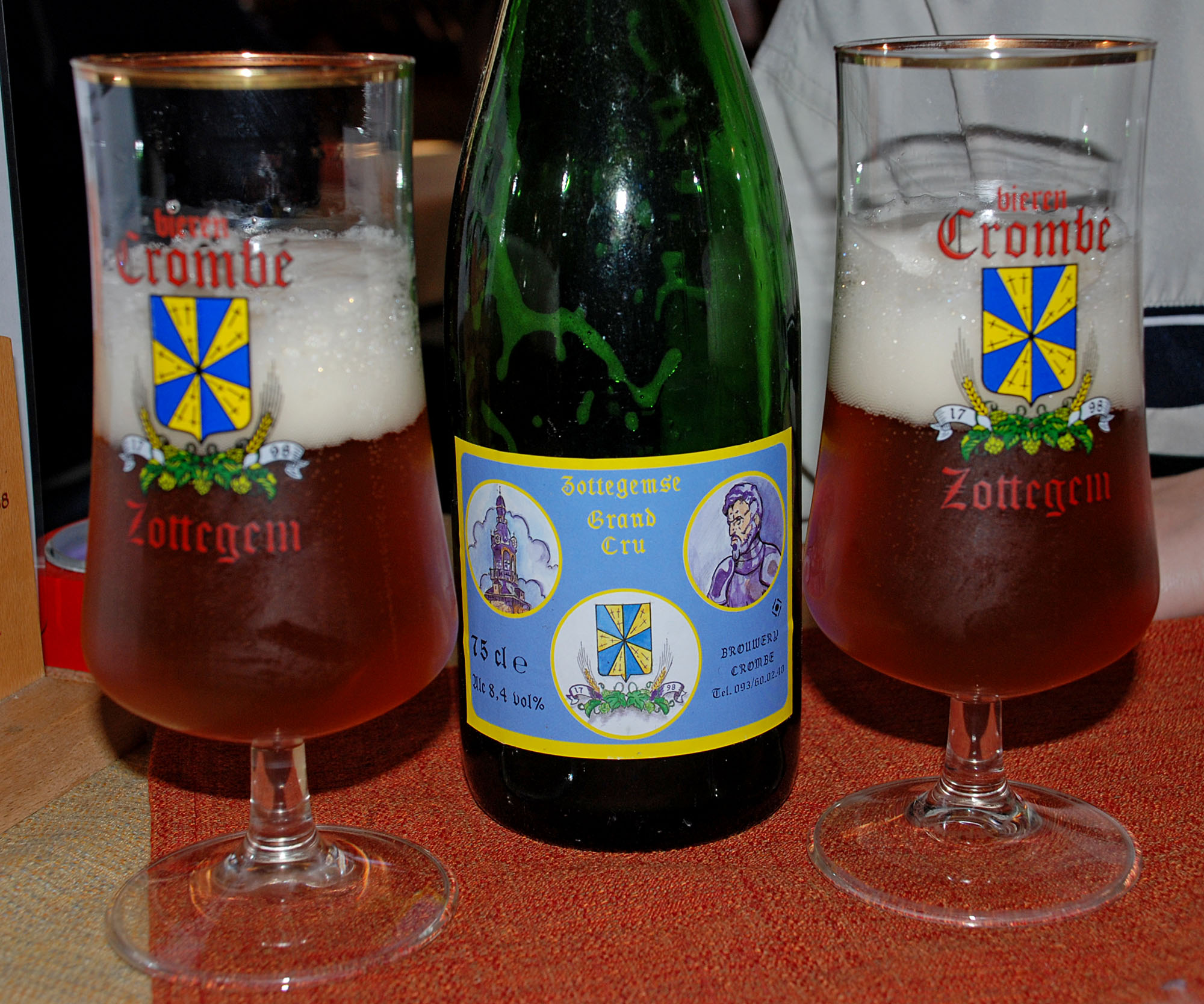
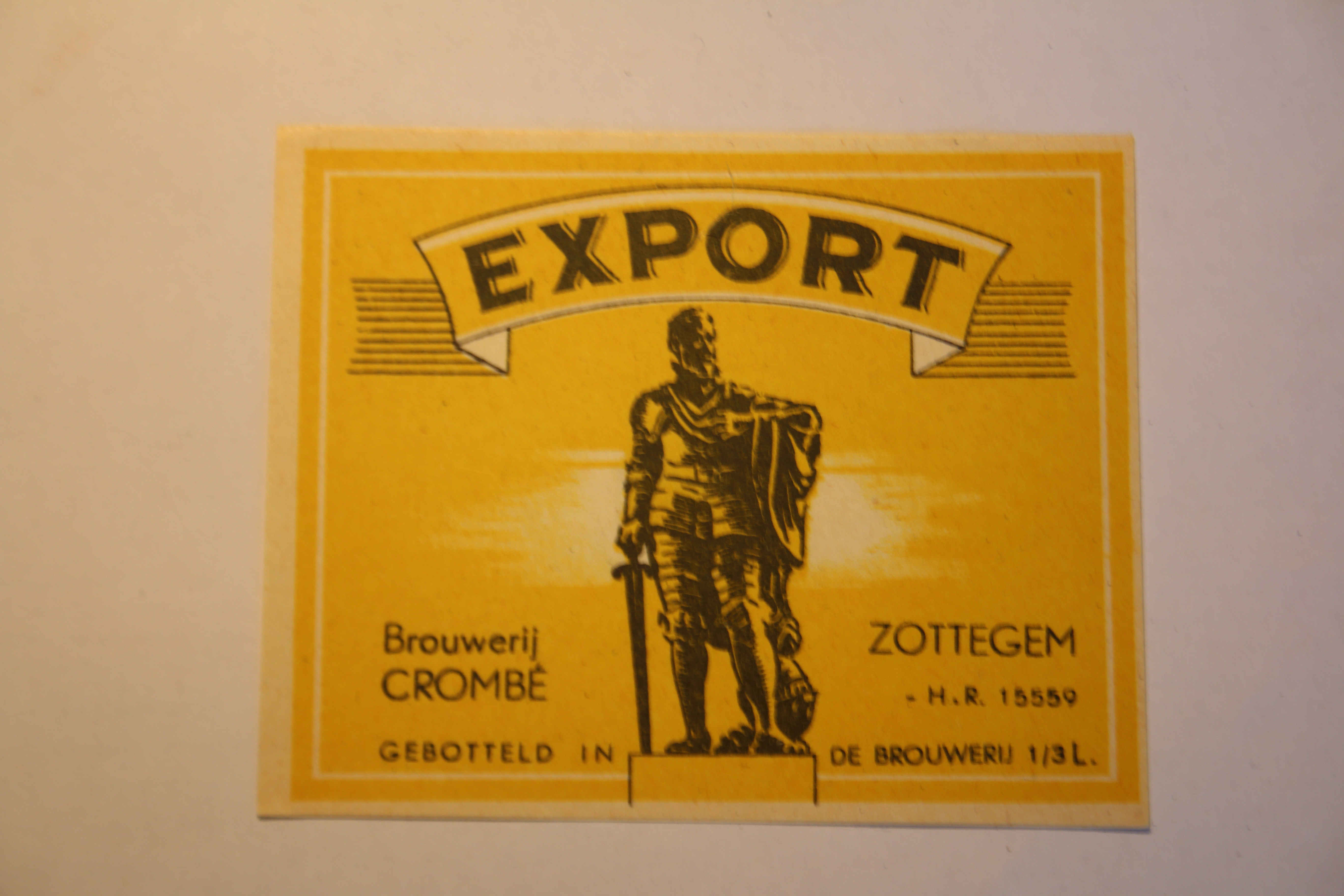
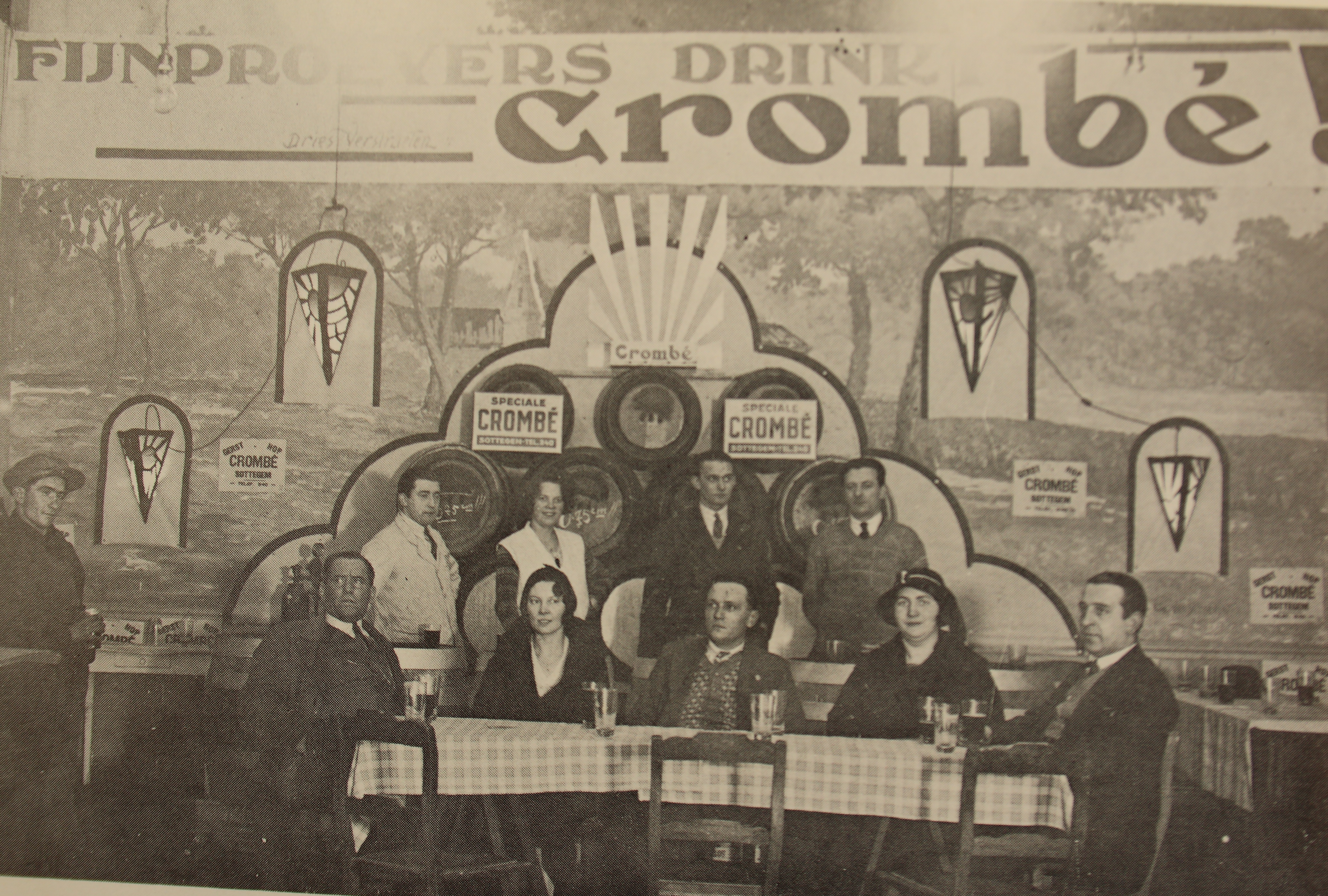